# Зелени Фењер (филм из 2011)
Зелени Фењер (енгл. Green Lantern) је амерички суперхеројски филм из 2011. године, заснован на истоименом лику из стрипова издавача Ди-Си комикс. У филму глуме Рајан Ренолдс, Блејк Лајвли, Питер Сарсгард, Марк Стронг, Анџела Басет и Тим Робинс. Режирао га је Мартин Кембел на основу сценарија Грега Берлантија и писаца стрипова Мајкла Грина и Марка Гугенхајма, које је касније поново написао Мајкл Голденберг. Филм говори о Халу Џордану, пробном пилоту који је изабран да постане први људски члан корпуса Зелени Фењер. Халу се даје прстен који му даје супермоћи и мора се суочити са Паралаксом, који прети да поремети равнотежу моћи у универзуму. 
Филм је први пут започет 1997. године; остао је у застоју све док Грег Берланти није био ангажован да пише и режира у октобру 2007. године. Глумци су ангажовани између јула 2009. и фебруара 2010. године, а снимање је трајало од марта до августа 2010. године у Луизијани. Филм је претворен у 3Д током постпродукције. 
Зелени Фењер је премијерно пуштен 17. јуна 2011. године и добио је углавном негативне критике; већина је критиковала филм због његовог сценарија, неконзистентног тона, избора и приказа зликоваца, и његове употребе рачунарски-генерисане слике, док су неки похвалили Ренолдсонову глуму. Ренолдс је касније изразио своје незадовољство филмом. Филм је имао лошу зараду, зарадивши 219 милиона долара у односу на буџет од 200 милиона долара. Због негативног пријема филма и разочаравајуће зараде, Ворнер брос је отказао све планове за наставак, уместо тога се одлучио поновно покренути лик у Ди-Си филмском универзуму.

## Улоге
| Глумац             | Улога          |
| ------------------ | -------------- |
| Рајан Ренолдс      | Хал Џордан     |
| Блејк Лајвли       | Керол Ферис    |
| Питер Сарсгард     | Хектор Хемонд  |
| Марк Стронг        | Тал Синестро   |
| Анџела Басет       | Аманда Волер   |
| Тим Робинс         | Роберт Хемонд  |
| Темуера Морисон    | Абин Сур       |
| Џефри Раш          | глас Томар-Реа |
| Мајкл Кларк Данкан | глас Киловога  |
| Џеј О. Сандерс     | Карл Ферис     |